# Principia Cybernetica
 (mars 2025).
Motif : Sources suffisantes ? Notoriété démontrée ?
- Archive Wikiwix
- Bing
- Cairn
- DuckDuckGo
- E. Universalis
- Gallica
- Google
- G. Books
- G. News
- G. Scholar
- Persée
- Qwant
- (zh) Baidu
- (ru) Yandex
- (wd) trouver des œuvres sur Wikidata

| 1. | Préciser le motif de la pose du bandeau. | Précisez le motif de la pose du bandeau en utilisant la syntaxe suivante : {{admissibilité à vérifier\|date=avril 2025\|motif=remplacez ce texte par le motif}}                            |
| 2. | Informer les utilisateurs concernés.     | Pensez à avertir le créateur de l'article, par exemple, en insérant le code ci-dessous sur sa page de discussion : {{subst:avertissement admissibilité à vérifier\|Principia Cybernetica}} |

 (mars 2025).
Principia Cybernetica est une coopération internationale de scientifiques en cybernétique et en science des systèmes, notamment connue pour son site web Principia Cybernetica. Cette organisation se consacre à ce qu'elle appelle « une philosophie évolutionniste-systémique assistée par ordinateur, dans le contexte des champs académiques transdisciplinaires de la science des systèmes et de la cybernétique » .

## Organisation
Principia Cybernetica a été lancé en 1989 aux États-Unis par en:Cliff Joslyn et Valentin Turchin, puis étendu à l'Europe un an plus tard avec l'arrivée de Francis Heylighen en Belgique.
Les principales activités du projet Principia Cybernetica sont :
- Principia Cybernetica Web : une encyclopédie en ligne.
- Dictionnaire Web de la cybernétique et des systèmes : un dictionnaire en ligne [2].
- Newsletter Principia Cybernetica News.
- Conférences et publications traditionnelles.

L'organisation est associée à :
- en:l'American Society for Cybernetics.
- Le groupe Évolution, Complexité et Cognition : un groupe de recherche transdisciplinaire de l'Université libre de Bruxelles, en Belgique, fondé en 2004 et dirigé par Francis Heylighen.
- Le Journal of Memetics-Evolutionary Models of Information Transmission (JoM-EMIT) est une revue scientifique internationale à comité de lecture.
- Le Global Brain Group : pour une discussion sur l'émergence d'un cerveau global [3].

## Principia Cybernetica Web
Le site web Principia Cybernetica, mis en ligne en 1993, est l'un des premiers sites web complexes au monde. Il propose des contenus sur la cybernétique, la théorie des systèmes, la complexité et les approches connexes.

## Ateliers et colloques
Dans les années 1990 notamment, Principia Cybernetica a organisé une série d'ateliers et de symposiums internationaux sur des thèmes de la cybernétique . Le premier atelier Principia Cybernetica, en juin 1991 à Bruxelles, a réuni de nombreux cybernéticiens, dont Harry Bronitz, en:Gordon Pask, J.L. Elohim, Robert Glueck, en:Ranulph Glanville, Annemie Van Kerkhoven, Don McNeil, Elan Moritz, en:Cliff Joslyn, A. Comhaire et Valentin Turchin .